# 武玉强
武玉强（1962年—），山东沂水人，汉族，中华人民共和国政治人物、第十一届全国人民代表大会山东地区代表。
毕业于东南大学自动控制工程系控制理论及应用专业。担任曲阜师范大学教授。2008年起担任全国人大代表。